# Danuta Siedzikówna
Danuta Helena Siedzikówna, född 3 september 1928 i Guszczewina nära Narewka, död 28 augusti 1946 i Danzig (avrättad), var en polsk sjuksköterska i den polska motståndsarmén Armia Krajowa.

## Utmärkelser och erkännanden

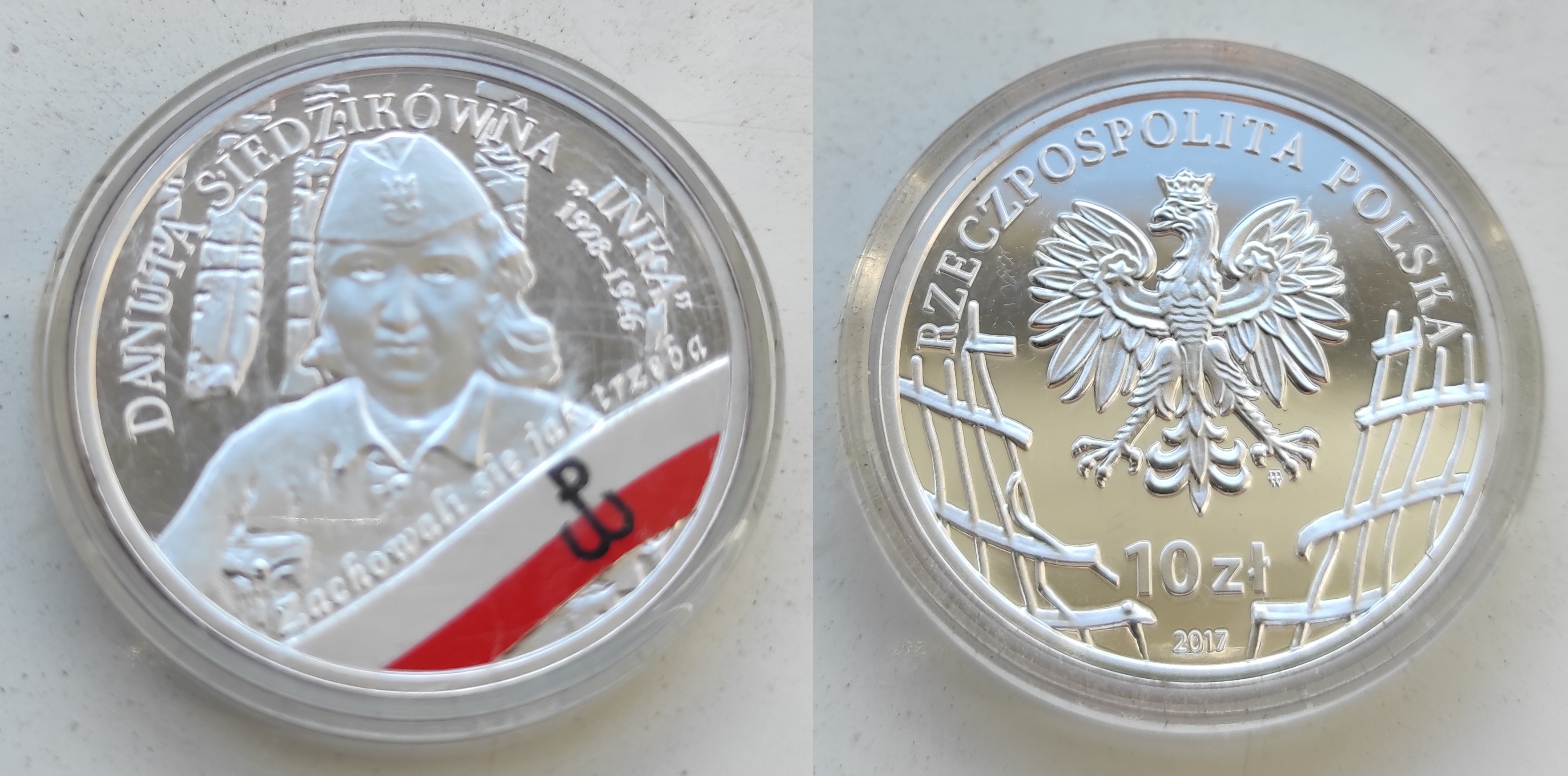
Mynt med Danuta Siedzikówna

På Självständighetsdag (11 november) 2006 tilldelade president Lech Kaczyński postumt Danuta Siedzikówna Kommendörskorset av Polonia Restituta.
Sedan 2017 ingår Danuta Siedzikówna i den polska nationella läroplanen som en symbol för motståndet mot kommunismen.

### Galleri

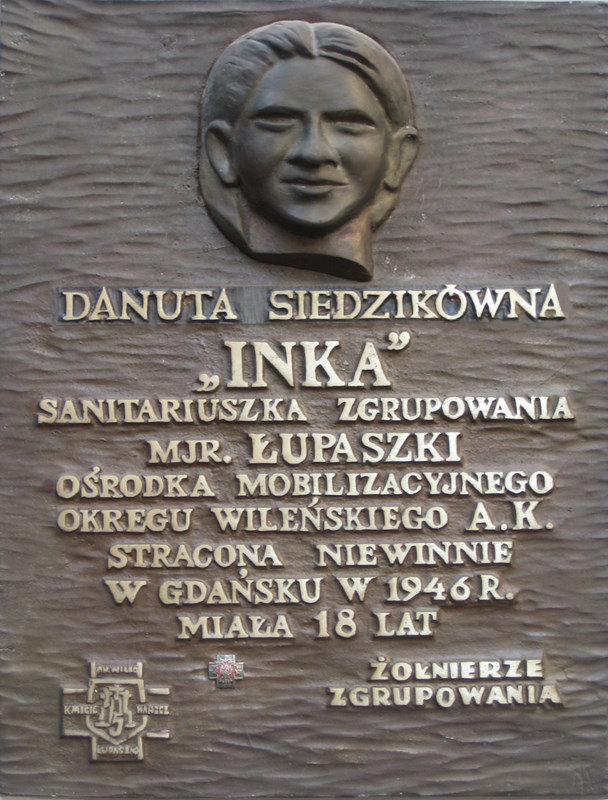
Gdańsk
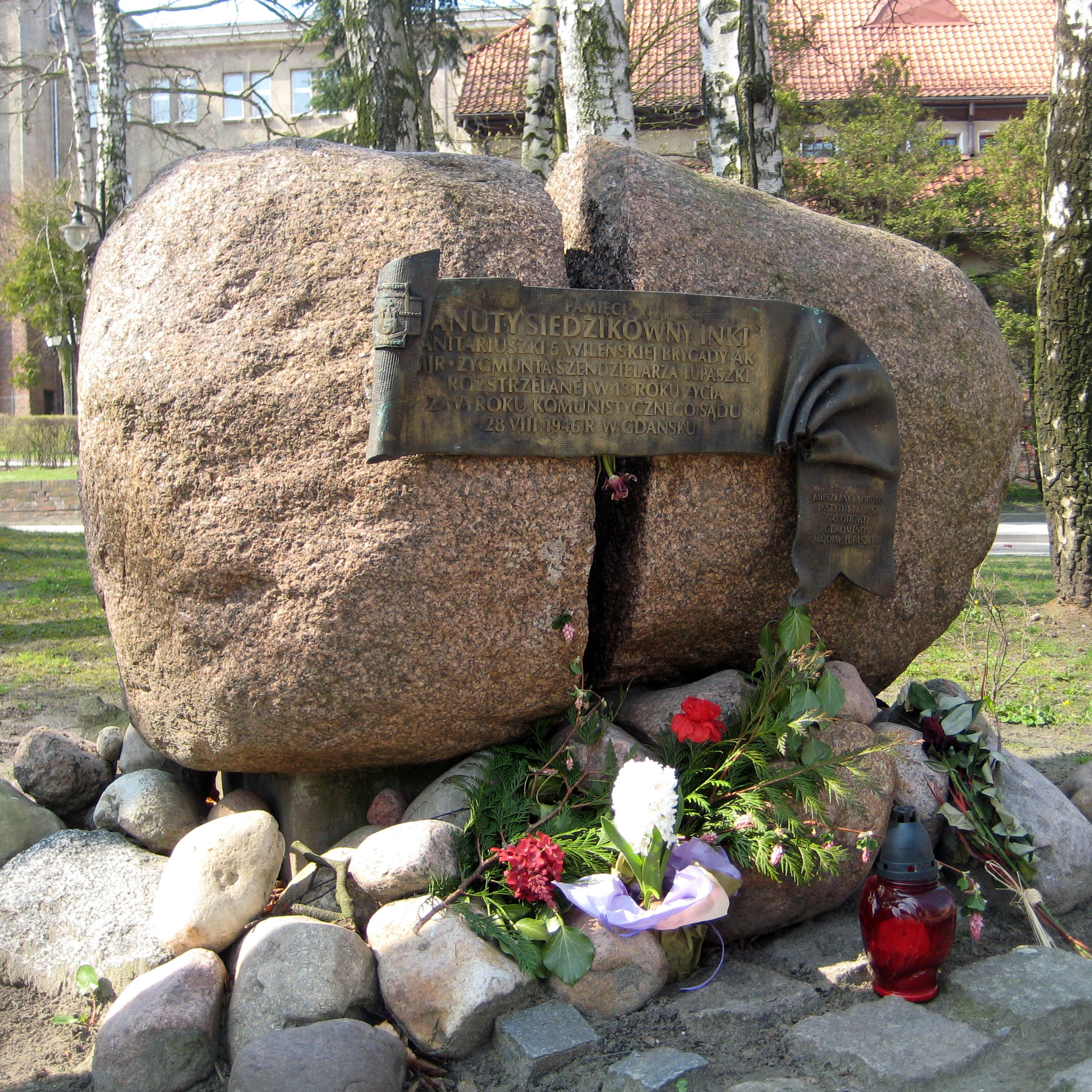
Sopot
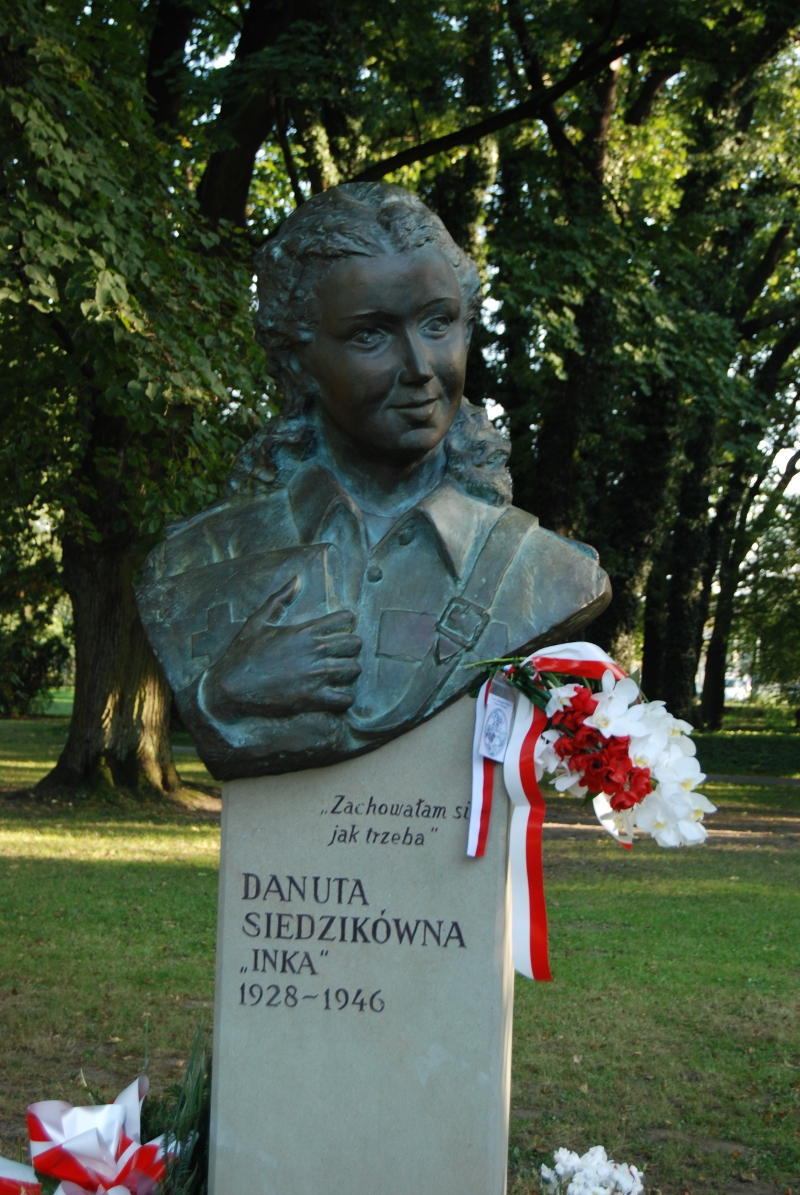
Park im. dr H. Jordana Kraków